# Radoslav Nesterović
Radoslav Nesterović, també conegut com a Rašo Nesterovic, (serbi: Радослав Нестеровић - Рашо), (30 de maig de 1976) és un jugador professional de basquetbol eslovè. També té les nacionalitats sèrbia (és fill de pares serbis) i grega.

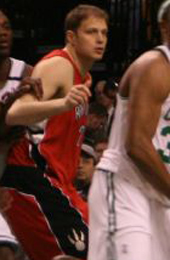
Nesterović als Raptors

La seva etapa a Europa la començà a les categories inferiors del KD Slovan, ingressant més tard al Partizan de Belgrad. Durant la Guerra dels Balcans marxà a Grècia, al PAOK, on obtingué la nacionalitat grega i adoptà el nom Radoslav Makris. Més tard jugà al KK Union Olimpija i Virtus (Kinder) Bologna, passant el 1999 a l'NBA on ha defensat els colors de Minnesota Timberwolves, San Antonio Spurs, Toronto Raptors i des del 9 de juliol de 2008 d'Indiana Pacers.
També ha jugat a la selecció d'Eslovènia, de la qual es retirà el 2008, participant en el Campionat d'Europa de 2005 i en el Mundial de 2006.